# Cybinka
Cybinka (deutsch Ziebingen, niedersorbisch: Zebinki) ist eine Stadt im Powiat Słubicki der polnischen Woiwodschaft Lebus. Sie hat etwa 2800 Einwohner und ist Sitz der gleichnamigen Stadt-und-Land-Gemeinde mit etwa 6600 Einwohnern.

## Geographische Lage

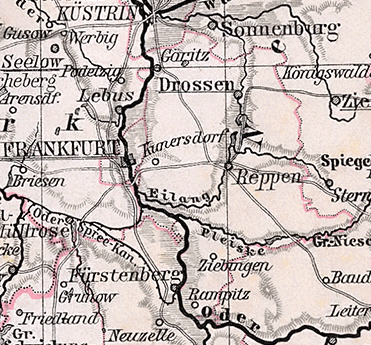
Ziebingen südöstlich von Frankfurt an der Oder auf einer Landkarte von 1905

Schloss Ziebingen um 1900

Die Stadt liegt im Lebuser Land, 24 km südöstlich von Słubice und 61 km nordwestlich von Zielona Góra (Grünberg in Schlesien) zwischen den Flüssen Oder und Pleiske (polnisch Pliszka).

## Geschichte

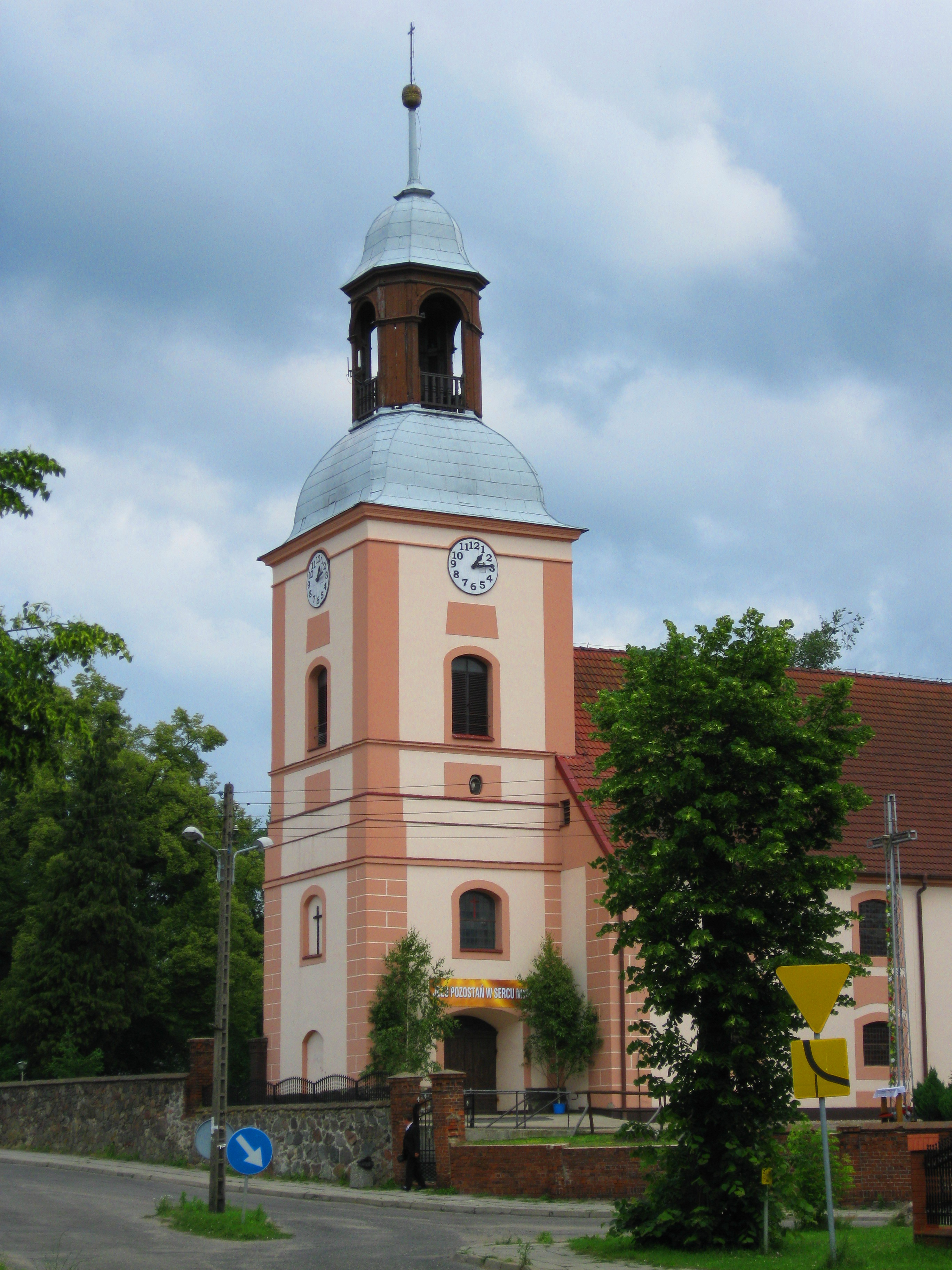
Stadtkirche (bis 1945 evangelisch)

Die Ersterwähnung von Ziebingen stammt aus dem Jahre 1472. Bis 1945 war die Stadt deutschsprachig und stand im Kreis Weststernberg unter brandenburgischer Verwaltung. Der Marktflecken befand sich von 1582 bis 1804 im Besitz der Johanniterkommende Lagow.
Im Jahre 1900 wurde Ziebingen zu einer Bergarbeitersiedlung für die nahe gelegene Braunkohlengrube Steinbockwerk (Koziczyn) an der Pleiske. 1907 wurde die Eisenbahnnebenstrecke von Kunersdorf (Kunowice) bis Ziebingen in Betrieb genommen. Im Jahre 1933 lebten in dem Marktflecken im Landkreis Weststernberg 3997 Einwohner, 1939 waren es 3951.
In Ziebingen, wie auch in dem Dorf Aurith an der Pleiskemündung, wurde mindestens bis ins frühe 18. Jahrhundert neben Deutsch auch Sorbisch gesprochen. Bis 1945 gehörte Ziebingen zum Landkreis Weststernberg im Regierungsbezirk Frankfurt der preußischen Provinz Brandenburg.
Im Zweiten Weltkrieg eroberte am 4. Februar 1945 die Roten Armee Ziebingen. Sie stellte den bei Kämpfen mit der deutschen Wehrmacht fast vollständig zerstörten Ort im März unter polnische Verwaltung. Es begann die Vertreibung der deutschen Bevölkerung sowie die Zuwanderung von Polen aus den sowjetisch annektierten Gebieten. Ziebingen wurde in Cybinka umbenannt und erhielt Stadtrecht im neu gegründeten Kreis Lebus.
Im Jahr 1957 lebten 2357 Menschen in der Ortschaft. Die Stadtrechte von Cybinka wurden 1972 eingeschränkt, aber nicht entzogen.

## Gemeinde
Die Stadt-und-Land-Gemeinde (gmina miejsko-wiejska) Cybinka umfasst ein Gebiet von fast 280 km² und gliedert sich in zwölf Dörfer mit Schulzenämtern.

## Schloss Ziebingen
Das Schloss Ziebingen war das Hauptwerk des Architekten Hans Christian Genelli. Im Jahr 1751 erwarb die Familie von Burgsdorff das Schloss. Durch seinen Bewohner Wilhelm Friedrich Theodor von Burgsdorff kam es in der Zeit der deutschen Romantik als Wohnsitz Ludwig Tiecks (1801 bis 1819) in den Ruf eines Musenhofs. Im Jahr 1802 kaufte der Regierungspräsident von Frankfurt (Oder), Graf Wilhelm Finck von Finckenstein, das Schloss dem Komtur der Johanniter in Lagow, Carl Friedrich Ehrentreich von Burgsdorff, ab. Er und sein Erbe Friedrich Ludwig Karl Finck von Finckenstein gewährten den Burgsdorffs Wohnrecht. Bis 1945 gehörte das Schloss der Familie Finck von Finckenstein. Nach dem Zweiten Weltkrieg stand das beschädigte Schloss unter polnischer Verwaltung lange leer. Nachdem es 1973 durch Brandstiftung niederbrannte, wurde seine Ruine in den 1980er Jahren abgetragen.

## Persönlichkeiten
- Wilhelm Friedrich Theodor von Burgsdorff (1772–1822), Mäzen
- Ludwig Tieck (1773–1853), Dichter
- Johann Christian Herrgaß (1780–1850), preußischer Generalmajor
- August von Risselmann (1828–1886), preußischer Gutsbesitzer und Parlamentarier, geboren in Matschdorf
- Gustav Kipsch (1900–1988), Politiker (KPD/SED).